# لويد هيلز
لويد هيلز (27 يونيو 1921 بليستر في المملكة المتحدة - 12 سبتمبر 1984 بليستر في المملكة المتحدة) (بالإنجليزية: Lloyd Hales)‏ هو لاعب كريكت بريطاني (وحمل سابقاً جنسية المملكة المتحدة لبريطانيا العظمى وأيرلندا). لعب مع نادي مقاطعة ليسترشاير للكريكت ‏.

## وصلات خارجية
- لويد هيلز على موقع إي آس بي آن كريك إنفو (الإنجليزية)